# لاري هووبر
لاري هووبر (بالإنجليزية: Larry Hooper)‏ هو مغني أمريكي، ولد في 22 يوليو 1917، وتوفي في 10 يونيو 1983 بسبب قصور كلوي.

## روابط خارجية
- لاري هووبر على موقع IMDb (الإنجليزية)